# Томас Парнелл (фізик)
Томас Парнелл (нар. 5 липня 1881, Нортгемптоншир, Англія, † 1 вересня 1948, Брісбен, Австралія) — британсько-австралійський фізик. Він був першим професором фізики в Квінслендському університеті.

## Життєпис
Парнелл вивчав природничі науки в Кембриджському університеті зі ступенем бакалавра в 1903 році і ступенем магістра в 1907 році. У лабораторії Кавендіша він разом з Оуеном Річардсоном проводив дослідження дифузії водню через гарячу платину. З 1904 року він перебував у Мельбурні і став викладачем фізики. Формально він підпорядковувався професору математики та фізики Х. Дж. Прістлі, але насправді йому довелося самому складати навчальну програму з фізики. Як член комісії з публічних іспитів він також відповідав за підвищення стандартів якості з математики та фізики в школах Квінсленда. Під час Першої світової війни був офіцером газової оборони у Франції. Після повернення він отримав кафедру фізики в Квінслендському університеті в 1919 році. Пізніше він кілька разів був членом сенату університету. У 1938—1944 роках — президент професорської ради.
Він присвятив себе майже виключно викладацькій роботі і мало досліджував. У 1922 році брав участь в експедиції до Гундівінді для перевірки загальної теорії відносності під час сонячного затемнення.
У 1927 році Парнелл розпочав експеримент для демонстрації властивостей текучості та в'язкості пеку, який отримав назву «Експеримент з падінням смоли». Він помістив теплу рідку смолу в герметично закриту скляну лійку, дав їй затвердіти протягом трьох років, а потім відкрив кришку. Справді, через вісім років з воронки випала перша крапля, ще через дев'ять років — друга, а в 2014 році з воронки випала дев'ята і поки що остання крапля.

## Інтернет-ресурси
- Physics in Australia to 1945